# Pentâmetro elegíaco
O Pentâmetro elegíaco é um metro da poesia do grego antigo, composto por cinco unidades básicas de ritmo, o pé que conformam dois hemistíquios de dois pés e meio cada, sendo os dois primeiros dactílicos ou espondeus, seguidos de sílaba longa. O pentâmetro surge na poesia grega antiga precedido por um verso hexâmetro, conformando com ele um dístico com  forte cesura após o segundo pé.